# Vincent Kiprotich Mutai
Vincent Kiprotich Mutai (ur. 3 listopada 1994) – kenijski lekkoatleta specjalizujący się w biegu na 1500 metrów.
W 2011 zdobywał srebrne medale mistrzostw świata juniorów młodszych oraz igrzysk Wspólnoty Narodów młodzieży. 
Rekord życiowy: 3:35,45 (25 maja 2012, Dessau). 

## Osiągnięcia
| Rok  | Impreza                                       | Miejsce | Pozycja    | Wynik   |
| ---- | --------------------------------------------- | ------- | ---------- | ------- |
| 2011 | Mistrzostwa świata juniorów młodszych         | Lille   | 2. miejsce | 3:39,17 |
| 2011 | Igrzyska Wspólnoty Narodów juniorów młodszych | Douglas | 2. miejsce | 3:50,32 |